# Galium haussknechtii
Galium haussknechtii là một loài thực vật có hoa trong họ Thiến thảo. Loài này được Ehrend. mô tả khoa học đầu tiên năm 1958.